# Befreiungsanspruch
Ein Befreiungsanspruch (auch Freistellungsanspruch) ist das Recht, von einem anderen Befreiung von einer Verbindlichkeit zu verlangen. Der Inhaber eines Befreiungsanspruchs – der Befreiungsgläubiger – ist einer Verbindlichkeit ausgesetzt. In der Regel handelt es sich dabei um eine Verbindlichkeit gegenüber einem Dritten (Drittgläubiger), so dass regelmäßig drei Personen beteiligt sind:
- der Befreiungsgläubiger
- der Befreiungsschuldner
- der Drittgläubiger.

Ein Befreiungsanspruch kann aus vielerlei und völlig unterschiedlichen Schuldverhältnissen entstehen. So kann nach § 257 Satz 1 BGB der Aufwendungsersatzberechtigte Befreiung von einer Verbindlichkeit verlangen, wenn er diese zu dem Zweck eingeht, welcher ihn dazu berechtigt, Aufwendungsersatz zu verlangen.
Die prozessuale Durchsetzung eines Befreiungsanspruches erfolgt in den meisten Fällen mittels einer Leistungsklage. Die Vollstreckung eines Freistellungsurteils richtet sich nach den Vorschriften für eine vertretbare Handlung (§ 887 ZPO).

## Beispiel
- Jemand lässt das Auto des Nachbarn ohne dessen Kenntnis abschleppen, um es vor Hochwasser zu schützen (Geschäftsführung ohne Auftrag).

Gemäß § 683 BGB kann er von dem Nachbarn verlangen, dass dieser ihm die hierdurch entstandenen Aufwendungen ersetzt. Sofern er die Forderung des von ihm beauftragen Abschleppunternehmers (Drittgläubiger) ausgleicht, kann er folglich von seinem Nachbarn Zahlung des aufgewendeten Betrags an sich verlangen. Solange die Forderung des Abschleppunternehmers nicht ausgeglichen ist, kann er (noch) keine Zahlung verlangen. Er kann vielmehr von dem Nachbarn nach § 257 Satz 1 BGB die Befreiung (Freistellung) von der eingegangenen Verbindlichkeit verlangen.
In der Regel wird der Nachbar zu diesem Zweck die Forderung unmittelbar an den Abschleppunternehmer bezahlen; es bleibt jedoch dem Nachbarn überlassen, wie er die Freistellung bewirken will. So kann er beispielsweise auch mit dem Unternehmer über den Erlass der Forderung oder die Verrechnung mit einer dem Nachbarn gegen den Unternehmer zustehenden Forderung verhandeln.

## Befreiungsansprüche aus anderen Schuldverhältnissen
Auch unabhängig von Aufwendungsersatzansprüchen können Befreiungsansprüche begründet werden. So können diese bei Ausscheiden eines Gesellschafters (§ 738 Abs. 1 Satz 2 BGB) oder unter bestimmten Bedingungen als Anspruch des Bürgen auf Befreiung von der Bürgschaft (§ 775 Abs. 2 BGB) entstehen oder bei Schadenersatzansprüchen aus dem Grundsatz der Naturalrestitution (§ 249 Abs. 1 BGB) folgen. Ein praktisch wichtiger Anwendungsfall ist auch die Haftpflichtversicherung (§ 106 VVG).

## Wesen des Befreiungsanspruchs
Der besondere Leistungsinhalt – Befreiung von einer Verbindlichkeit – unterscheidet einen Befreiungsanspruch damit von anderen Ansprüchen. Er dient vor allem dazu, bereits einen drohenden Verlust im Aktivvermögen des Befreiungsgläubigers abzuwenden. Der Befreiungsanspruch ist auf Naturalherstellung gerichtet und damit einem Zahlungsanspruch nicht gleichartig, zumal der Befreiungsschuldner den Befreiungserfolg wie erläutert auch anders als durch Zahlung an den Dritten herbeiführen kann.